# 175730 Gramastetten
175730 Gramastetten este o planetă minoră (asteroid) din centura de asteroizi. A fost descoperită pe 18 februarie 1998 la Linz de Linz. 
Obiectul prezintă o orbită caracterizată de o semiaxă mare de 2,1853466103586 UAi, o excentricitate de 0,07, o înclinație de 1,2 ° în raport cu ecliptica.